# Manuel Mairhofer
Manuel Mairhofer (* 22. Jänner 1985 in Innsbruck) ist ein österreichischer Schauspieler und Produzent.

## Leben
Manuel Mairhofer studierte nach der Matura zunächst Germanistik und Philosophie an der Universität Innsbruck. Er war Schwimmer im österreichischen Nachwuchskader, wo er Tiroler Landesmeistertitel errang. 2002 war er in der Castingshow Starmania des ORF zu sehen. 2005 nahm er an der Fernsehsendung shibuya teil. Außerdem stand er am Tiroler Landestheater Innsbruck in Die Meistersinger von Nürnberg auf der Bühne.
2008 begann er ein Schauspielstudium an der Schauspielschule „Der Kreis“ in Berlin, das er 2011 abschloss. Von 2008 bis 2014 erhielt er zusätzlich Einzelcoaching bei Kristiane Kupfer am Special-Coaching-Actors-Studio, 2015 bei Jens Roth sowie 2018 an der Royal Academy of Dramatic Art in London. Eine Gesangsausbildung erhielt er unter anderem bei Eleanor Forbes, Perrin Manzer Allen und Martin Senfter. Ab 2010 folgten Engagements unter anderem an der Neuköllner Oper, am Landestheater Schwaben und bei den Tiroler Volksschauspielen.
2013 war Mairhofer in der ORF/ZDF-Krimiserie SOKO Donau in einer Episodenhauptrolle zu sehen. Bei den Carl Orff-Festspielen Andechs war er 2014 in Leonce und Lena in der Rolle des Leonce zu sehen. Im selben Jahr folgte eine Tournee mit Sunset Boulevard in der Rolle des Artie Green durch Deutschland, Österreich, Schweiz, Italien und Luxemburg.
2015 verkörperte er den Fußballspieler Jupp Kapellmann in Uli Hoeneß – Der Patriarch. Es folgten Auftritte in einer Episode von SOKO Kitzbühel, im ORF/Sat.1-Fernsehfilm Die Ketzerbraut, im Kinofilm Freddy/Eddy und in SOKO München. Er spielte eine der Hauptrollen in der Inga-Lindström-Verfilmung Das Haus am See. 2018 spielte er an der Seite von Martina Gedeck in der TNT Serie Arthurs Gesetz und in der Verfilmung des Sebastian Fitzek Romans Amokspiel (mit u. a. Kai Schumann, Franziska Weisz, Eko Fresh). Seit 2019 spielt er im Hauptcast der Joyn-Serie Singles’ Diaries die Rolle Amid.
2019 war er in der Titelrolle Peer Gynt an der Philharmonie Luxembourg zu sehen.
2020 startete die letzte Staffel der ZDF-Reihe Der Kriminalist, in der Manuel Mairhofer in einer Episodenhauptrolle zu sehen war. Seit 2020 arbeitet Mairhofer ebenfalls als Produzent der Toreslas Film und produzierte den Kurzfilm Zwölferleitn (Buch und Regie: Fentje Hanke), in welchem er auch die Hauptrolle übernahm.
Von 2020 bis 2021 studierte Mairhofer Deutsche Philologie an der Universität Wien. Im Anschluss daran wechselte er an die Freie Universität Berlin, wo er seither Deutsche Philologie, Philosophie und Kunstgeschichte studiert.
2021 war Mairhofer unter der musikalischen Leitung von Emilia Hoving und der Regie von Sonja Trebes in der Titelrolle Der Zauberlehrling mit den Werken von Paul Dukas (Der Zauberlehrling) und Ottorino Respighi (Der Zauberladen) an der Philharmonie Luxembourg zu sehen.
2022 war Mairhofer anlässlich der Doku 20 Jahre Starmania im ORF zu sehen. Am 6. April dieses Jahres feierte Zwölferleitn, seine Welturaufführung bei der Diagonale (Filmfestival) in Graz und war im Wettbewerb des Filmfestivals nominiert.
Neben seiner Arbeit als Schauspieler ist Mairhofer als Nachwuchswissenschaftler am Interuniversitären Forschungsverbund Elfriede Jelinek tätig.
2023 lief der Spielfilm Zwölferleitn, in welchem Mairhofer die Hauptrolle spielte, im Wettbewerb der Internationalen Grenzland-Filmtage Selb.

## Filmografie (Auswahl)
- 2009: Nachtschattengewächse (Diplomfilm)
- 2010: Bad Hero (Kurzfilm)
- 2010: Griaß di (Kurzfilm, dffb)
- 2012: Mia and Sam (Kurzfilm)
- 2012: Stille Nacht
- 2012: Sushi und Gomorrha (Kino)
- 2013: Border – dffb
- 2013: SOKO Donau – Eine Leiche zu viel
- 2014: Zwischen den Zeiten
- 2014: Das Wurmloch
- 2015: Everyonce – Keiner kann dich ersetzen
- 2015: Uli Hoeneß – Der Patriarch
- 2016: Freddy/Eddy (Kino)
- 2017: Die Ketzerbraut
- 2017: SOKO Kitzbühel – Liebe bringt den Tod
- 2017: Inga Lindström – Das Haus am See[6]
- 2017: SOKO München – Licht und Schatten
- 2018: Hubert und Staller – Weiblich, böse, tot
- 2018: Amokspiel[15]
- 2018: Arthurs Gesetz[23]
- 2019: Rosamunde Pilcher – Die Braut meines Bruders
- 2019: Gegenüber
- 2019: Singles’ Diaries
- 2019: Tierärztin Dr. Mertens (2 Folgen)[24]
- 2020: Kopfstand am Wendehammer (Theateraufzeichnung, RBB)
- 2020: In aller Freundschaft – Die jungen Ärzte – Der nächste Schritt
- 2020: Lena Lorenz – Außergewöhnlich einzigartig
- 2020: Der Kriminalist (Fernsehserie; Folge: Wir haben es nicht besser verdient)
- 2020: SOKO Donau – Die Ballade von Franz und Franzi
- 2021: In aller Freundschaft (Fernsehserie, Folge Blick in den Abgrund)[25]
- 2021: Inga Lindström – Der schönste Ort der Welt[26]
- 2021: Stand Up (Kino)
- 2021: SOKO Leipzig (Fernsehserie, Folge: Rette sich, wer kann)
- 2021: Notruf Hafenkante (Fernsehserie, Folge: Hundeleben)
- 2022: Zwölferleitn (Kurzfilm; auch Produktion)
- 2023: Egon Schiele – Eine persönliche Begegnung
- 2024: Zwei Mal Zwei (Kurzfilm)
- 2024: Inga Lindström Spinnefeind
- 2025: Erlebnis Bühne Skiverliebt (Theateraufzeichnung ORF III)

## Theater (Auswahl)
- 2005: Die Meistersinger von Nürnberg am Tiroler Landestheater Innsbruck
- 2009: Kabale und Liebe von Friedrich Schiller Rolle: Ferdinand an Schwebebühne Berlin
- 2010: Endspiel – Transit89 Deutsches Theater / Sophiensäle
- 2010: Ödipus – 20 Jahre Mauerfall – Kampnagel
- 2011: Die Räuber von Friedrich Schiller, Rolle: Razmann, Tiroler Volksschauspiele
- 2011/12: Bei Drücken Senden, Neuköllner Oper
- 2012: Berliner Leben frei nach Offenbach´s Pariser Leben, Neuköllner Oper
- 2014: Leonce und Lena von Georg Büchner, Rolle: Leonce bei den Carl Orff-Festspiele Andechs
- 2014: Sunset Boulevard von Andrew Lloyd Webber, Rolle: Artie Green, Stadttheater Fürth
- 2015: Sunset Boulevard von Andrew Lloyd Webber, Rolle: Artie Green, Nordharzer Städtebundtheater
- 2015/16: Das Wintermärchen, Landestheater Schwaben
- 2016: Rudi, Neuköllner Oper
- 2019: Wie, wenn nicht warum?, (UA), Andere Welt Bühne
- 2019: Peer Gynt, Philharmonie Luxembourg[27]
- 2019: Der Nussknacker, Festspielhaus St. Pölten[9]
- 2020: Die Ewigkeit im Dazwischen (UA), Theater unterm Dach (Berlin)[28]
- 2021: Der Zauberlehrling, Philharmonie Luxembourg[6]
- 2022: Der Schatzgräber (Oper), Deutsche Oper Berlin[29]
- 2023: Es war einmal oder: Leben nimmt viel Zeit in Anspruch (UA), Hochschule für Schauspielkunst Ernst Busch
- 2023: Reise um den Mond, Philharmonie Luxembourg
- 2024/25: Sherlock Holmes – Der Fall Moriarty, Komödie Winterhuder Fährhaus
- 2025: Skiverliebt – Zwei Brettln, die die Welt bedeuten (UA), Salzburger Landestheater

### Lesungen
- 2020: Mairhofer liest Pepys
- 2023: Exile – Liebe in Zeiten des Faschismus, szenische Lesung mit Gesine Cukrowski und Anne-Marie Lux, Österreichisches Kulturforum[30]